# Chlorogomphus schmidti
Chlorogomphus schmidti är en trollsländeart som beskrevs av Syoziro Asahina 1986. Chlorogomphus schmidti ingår i släktet Chlorogomphus och familjen kungstrollsländor. IUCN kategoriserar arten globalt som otillräckligt studerad. Inga underarter finns listade i Catalogue of Life.